# Pietro Aretino
Pietro Bacci of Aretino, ook bekend onder de naam Pietro d'Arezzo, (Arezzo, 20 april 1492 – Venetië, 21 oktober 1556) was een Italiaans schrijver van religieuze gezangen, toneelstukken en literaire pornografie. Hij wordt ook de eerste kunstcriticus genoemd en 'de vader van de journalistiek' vanwege zijn brutale pamfletten.

## Biografie
Aretino was van bescheiden afkomst; zijn ouders behoorden tot de burgerij van Arezzo. Het was dankzij de contacten van zijn, naar verluidt, aantrekkelijke moeder dat hij veel binnen de Italiaanse adel kon verkeren. Tijdens zijn verblijf in Perugia (1510-1517) ontstond zijn interesse in schilderkunst en schreef hij zijn eerste gedichten. In 1517 kwam hij onder bescherming van Agostino Chigi, een rijke bankier die onder anderen de schilder Rafael financierde.

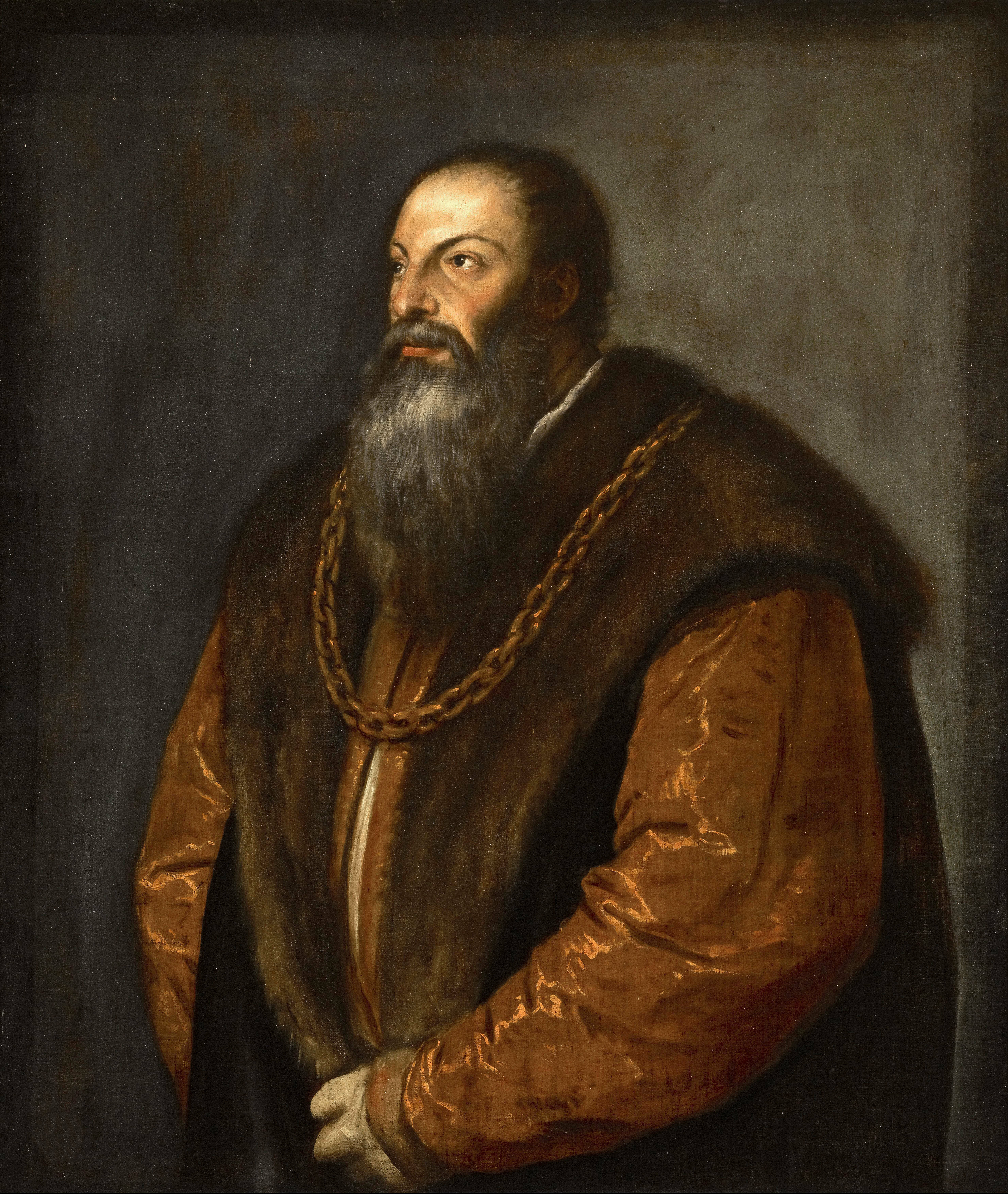
Portret van Aretino door Titiaan

Via deze wegen kwam Aretino in de kringen rond paus Leo X terecht. Na de Medici-pausen bekritiseerde hij de Nederlandse paus Adrianus VI, die hij in zijn satirische Pasquinate uitschold als "de Duitse schurft", wat hem verbanning opleverde. Met het aantreden van paus Clemens VII kon hij in 1523 terugkeren. Hij behoorde tot de Fransgezinde factie in de Italiaanse Oorlog. Na enig geschipper verdedigde hij in 1524 Giovanni dalle Bande Nere, die hij opzocht in zijn kamp. In oktober introduceerde deze hem te Pavia bij koning Frans I van Frankrijk. 
Deze politieke heroriëntatie bracht Aretino weer op goede voet met Clemens VII. De volgende maand werd hij ridder in de Orde van Rhodos. Dit vergde van Aretino's kant ook enige accommodatie. Voor de machtige datarius Gian Matteo Giberti schreef hij in februari 1525 de Canzone in laude del datario. Klaarblijkelijk gebruikte hij zijn aanzien in die maanden om de vrijlating te bekomen van zijn vriend Marcantonio Raimondi, die in de problemen was gebracht door het drukken van erotische  gravures. Door hun publiciteit hadden deze zogenaamde I Modi, waarin de verschillende posities van de geslachtsdaad werden weergegeven, het nieuwe beleid doorkruist, dat geen voedsel meer wilde geven aan de lutherse aanklachten van decadentie. Weliswaar viel Aretino de prelaten opnieuw aan in zijn komedie La cortigiana, maar in die eerste versie spaarde hij Clemens en Giberti. Toch zal deze hernieuwde satire niet goed zijn onthaald. De finale breuk kwam er met de Sonnetti lussuriosi die hij in die periode schreef om de prenten van Raimondi te begeleiden. Giberti reageerde door hem op 28 juli 1525 te laten neersteken. Aretino overleefde deze moordaanslag en streek neer in Venetië, waar hij zijn verdere leven verbleef.

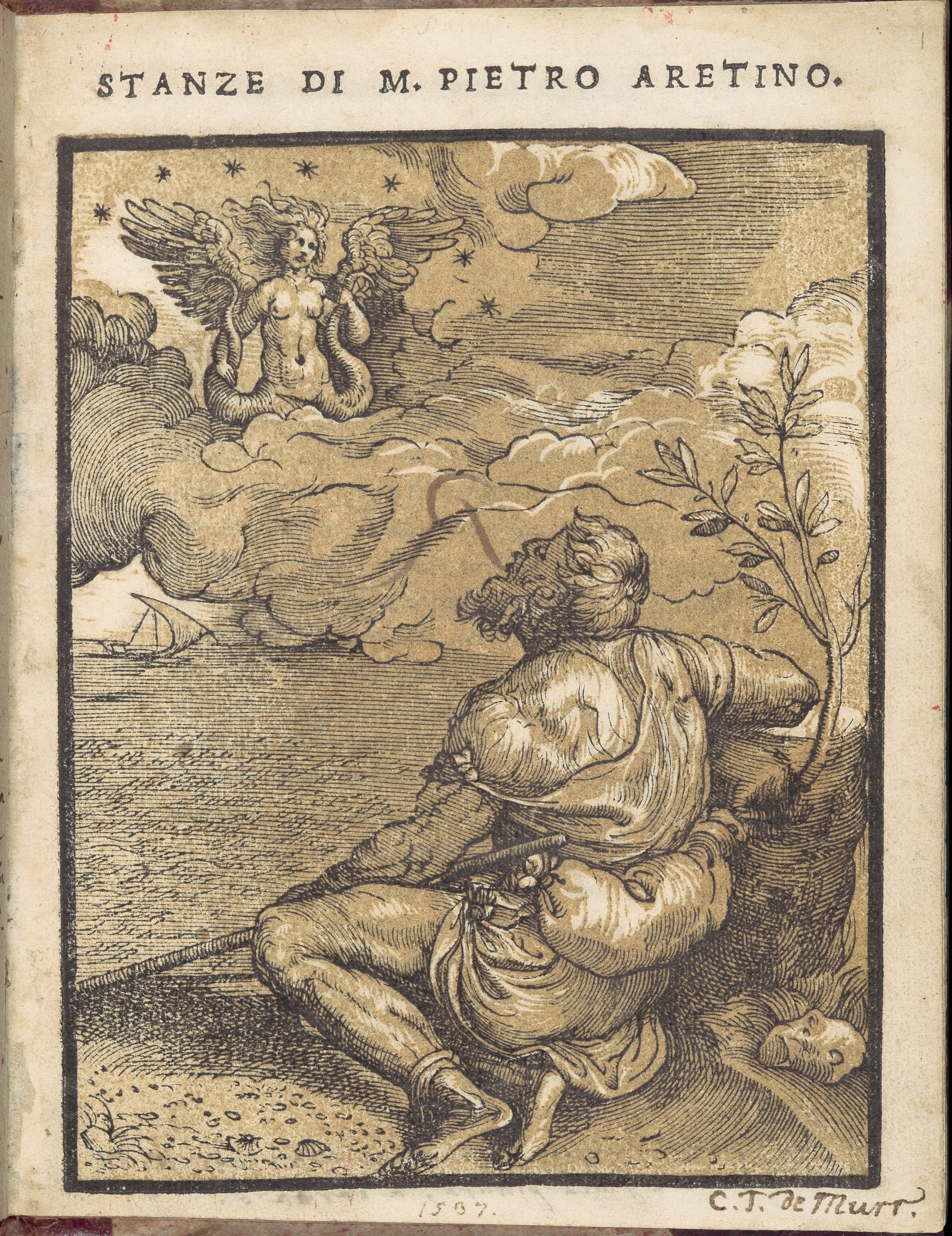
Stanze di M. Pietro Aretino, 1537

Aretino werd vooral bekend door zijn verhandelingen over kunst en de publicatie van zijn correspondenties met kunstenaars. In deze brieven geeft hij op een levendige manier commentaar op de technieken die in kunst worden toegepast en op de metaforen die worden gebruikt. Vooral bekend is zijn correspondentie met Titiaan, waarin hij een fictief schilderij van de schilder beschrijft, en de brief aan Michelangelo waarin hij de naaktheid van zijn figuren in de Sixtijnse Kapel bekritiseert. Verder schreef hij vele religieuze manifesten en toneelstukken waaronder "II Marescalio" (1533) en "La Talanta" (1542). Door de expliciet seksuele gerichtheid die zijn werken kenmerken werd hij de afgelopen eeuw niet alleen gelezen door wetenschappelijke onderzoekers maar ook door liefhebbers van erotische teksten.
Aretino speelt een hoofdrol in het boek De Scharlaken Stad van Hella Haasse.

## In Nederlandse vertaling
- Schijnheilige praktijken. Erotische verhalen uit de 16de eeuw, vert. Greta Milani-Peet, Amsterdam, Veen, 1970
- Uit het 'leven'. Erotische verhalen uit de 16de eeuw, vert. Greta Milani-Peet, Amsterdam, Veen, 1971
- Wulpse sonnetten, vert. Ernst van Altena, 1981
- Kunstbrieven, vert. Patrick Lateur, 2004 (selectie van dertien brieven, tweetalig)
- Zes dagen. Gesprekken over het hoerenbestaan, vert. Yond Boeke en Patty Krone, 2005

- Bibsys: 90357945
- Biblioteca Nacional de España: XX1162980
- Bibliothèque nationale de France: cb13197293p (data)
- Catàleg d'autoritats de noms i títols de Catalunya: 981058509665106706
- CiNii: DA03201450
- Digitale Bibliotheek voor de Nederlandse Letteren: aret001
- Gemeinsame Normdatei: 118650033
- International Standard Name Identifier: 0000 0001 2102 0148
- Library of Congress Control Number: n79089193
- Nationale Bibliotheek van Letland: 000169128
- MusicBrainz: 1cabf889-8845-40b8-bf05-d4e7506473ed
- Bibliotheek van het Japanse parlement: 00431675
- Nationale Bibliotheek van Tsjechië: jn20000600368
- Nationale bibliotheek van Australië: 35007904
- Nationale Bibliotheek van Israël: 987007257858505171
- Nationale Bibliotheek van Polen: a0000001190777
- Nationale en Universitaire bibliotheek Zagreb: 000037414
- Nederlandse Thesaurus van Auteursnamen: 068454694
- RKD-Nederlands Instituut voor Kunstgeschiedenis: 441201
- Istituto Centrale per il Catalogo Unico: CFIV045071
- LIBRIS: 208317
- SNAC: w6vh5kxs
- Système universitaire de documentation: 026689987
- Museum of New Zealand Te Papa Tongarewa: 33016
- Trove: 787759
- Union List of Artist Names: 500290983
- Virtual International Authority File: 66609417
- WorldCat: E39PBJvhjkHpRVYxdxHw3mCqQq